# Gedenksteen Gerrit van der Veen
De Gedenksteen Gerrit van der Veen is een oorlogsmonument en artistiek kunstwerk in Amsterdam-Zuid.

Het tableau is het werk van Fred Carasso, die het ontwierp ter nagedachtenis aan kunstenaar en verzetsman Gerrit van der Veen. Beiden voerden atelier in de atelierwoningen aan de Zomerdijkstraat in de Rivierenbuurt. Carasso beeldde een tekst en afbeeldingen in reliëf af. De tekst: 
Hier woonde leefde
en werkte
Gerrit Jan van der Veen
gefusilleerd 10 juni 1944
voor het vaderland
De afbeelding betreft twee vredesduiven (staande voor "herwonnen vrede en vrijheid"), een ketting ("onderdrukking") en een vlam ("verzetsvuur").
De plaquette werd op 10 juni 1948 onthuld door Arnold d'Ailly (burgemeester van Amsterdam) in bijzijn van Hildo Krop (namens Nederlandse Kring van Beeldhouwers), Willem Sandberg (directeur Stedelijk Museum Amsterdam namens Nederlandse Federatie van Beroepsverenigingen van Kunstenaars) en Jac. Bot (Vrije Kunstenaars).